# محوطه کلنگ پرویی
محوطه کلنگ پرویی مربوط به عصر آهن ۳ است و در شهرستان پل‌دختر، بخش مرکزی، دهستان جایدر، ۳/۵ کیلومتری شمال شرق روستای ولیعصر واقع شده و این اثر در تاریخ ۲۸ اسفند ۱۳۸۵ با شمارهٔ ثبت ۱۸۴۷۸ به‌عنوان یکی از آثار ملی ایران به ثبت رسیده است.